# Žabo-Kala
Žabo-Kala (rusky Жабо-Кала) je hrad v Čerekském okrese v Kabardsko-balkarské republice Ruské federace. Stojí na skále v nadmořské výšce cca 1390 metrů v Chulamsko-Bezengském údolí, na pravém břehu řeky Čerek Chulamo-Bezengský při cestě z Babugentu do Bezengi.

## Historie
Hrad byl jako mohutné feudální sídlo rodu Žaboevých vybudován ve středověku, pravděpodobně již ve 12. století. Podle jedné legendy však pevnost založili Balkaři Basijatovi, předkové Žaboevých.

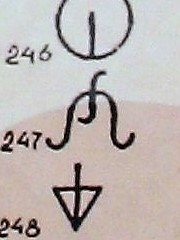
Znak rodu Žaboevých (uprostřed)

Žabo-Kala se nachází poblíž zaniklé vsi Žaboevo a Dolního a Horního Chulamu (Нижний a Верхний Хулам) v oblasti, která byla v roce 1944 postižena násilným vysídlením balkarského obyvatelstva do střední Asie. Balkarům byl povolen návrat do vlasti až v roce 1957, avšak ne všichni se mohli vrátit do původního místa bydliště, protože jejich domovy buď zanikly, nebo byly obsazeny přistěhovalci jiných národností.

## Popis

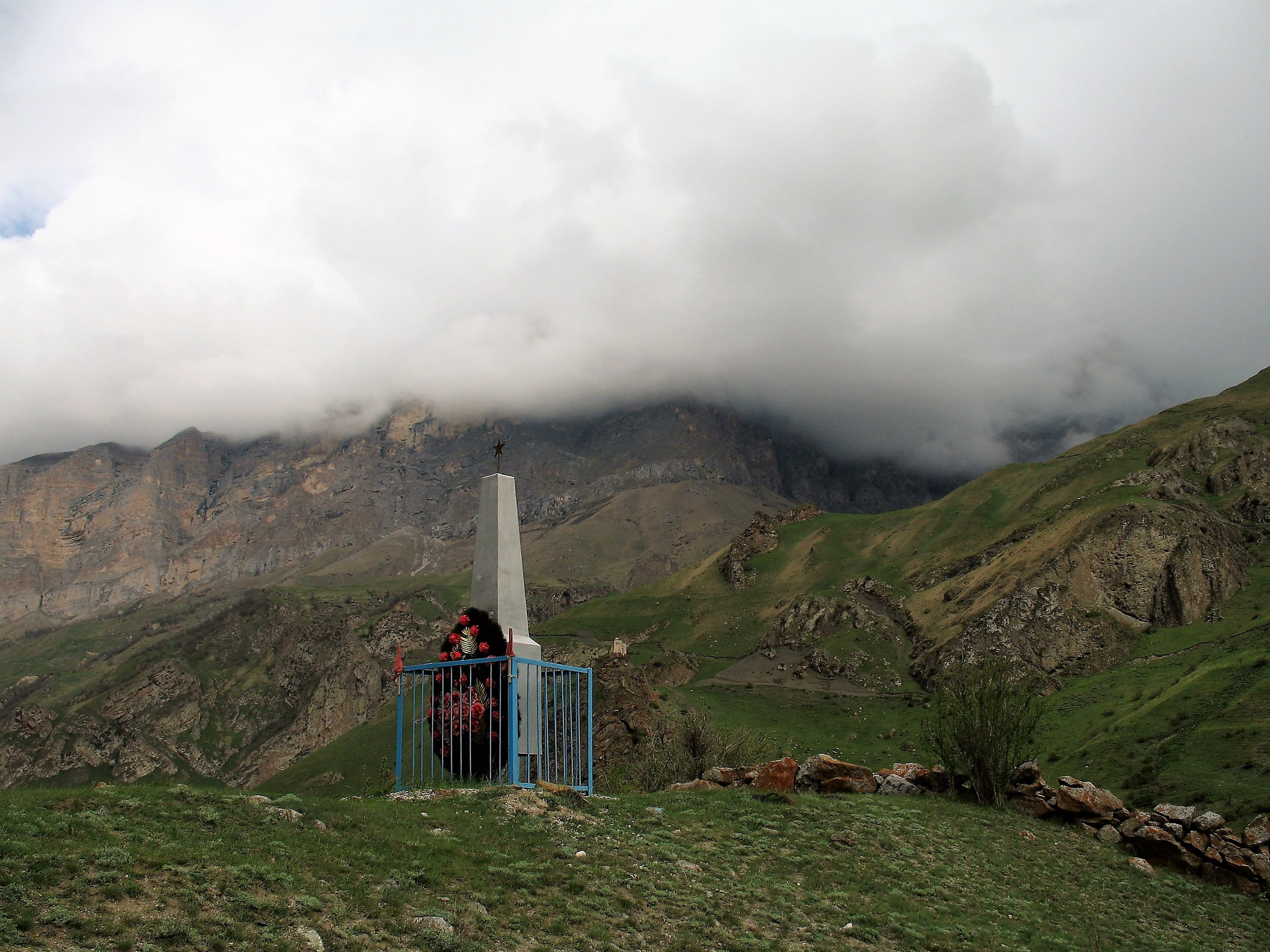
Pomník na levém břehu Čereku Chulamského naproti hradu

Stavba je vybudována na speciálně upraveném a otesaném skalním plató a je orientována ve směru jihozápad - severovýchod. Uvnitř objektu byly čtyři velké místnosti, z toho dvě obytné, vybavené výklenky, vyvýšenými místy pro lůžka a podzemními prostory pro zásoby. Zdi jsou 75 až 120 cm silné a jsou v nich četné střílny a okna, aby bylo možno sledovat přístupy do údolí ze všech světových stran. Hrad nebyl nikdy dobyt. Podle dochovaných zdí byla stavba přinejmenším třípatrová, ale pravděpodobně ještě vyšší. Celková zastavěná plocha činí více než 80 m². Zřícenina není zabezpečena a její stav lze označit za kritický.